# Literaturhaus & Bibliothek Wyborada

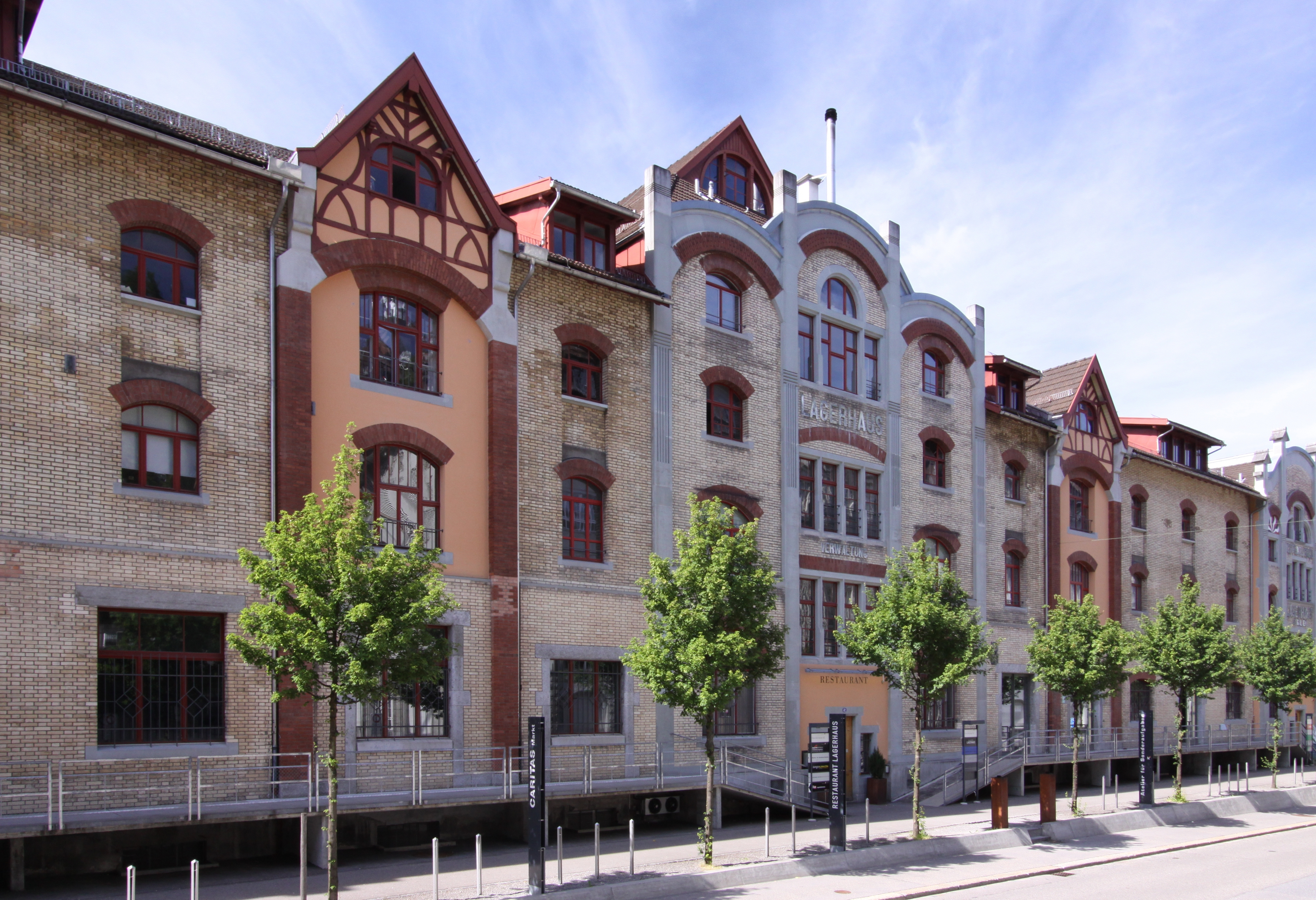
Standort Literaturhaus & Bibliothek Wyborada, Davidstrasse 42 in St. Gallen

Literaturhaus & Bibliothek Wyborada ist eine seit 1986 bestehende Frauenbibliothek, die 2019 um das Literaturhaus St. Gallen erweitert wurde und seither unter dem Namen Literaturhaus & Bibliothek Wyborada auftritt.

## Geschichte
Das feministische Projekt Wyborada wurde 1986 als Bibliothek und Dokumentationsstelle zur Sicherung und Veröffentlichung von Literatur und Geschichte von Frauen gegründet. Der Name Wyborada entstand in Anlehnung an Wiborada, St. Galler Schutzpatronin der Bücher. Die Fachbibliothek für Frauen- und Genderfragen betreibt auch eine Fonothek. Trägerin der Institution ist der Verein Wyborada. 1999 entstand auf Basis der Dokumentationsstelle das Archiv für Frauen-, Geschlechter- und Sozialgeschichte Ostschweiz. Bis 2003 wurde das Projekt ehrenamtlich betrieben.

## Literaturhaus
Das Literaturhaus Wyborada St.Gallen ist eine für die Ostschweiz und die Bodenseeregion zentrale Literaturinstitution. Organisiert werden an verschiedenen Orten öffentliche Lesungen, Diskussionen, Workshops und andere Veranstaltungen. Leiterin des Literaturhauses ist seit November 2020 die Verlegerin Anya Schutzbach. Ein fester Standort für das Literaturhaus wurde bislang nicht gefunden. Im Gespräch waren die Villa Wiesenthal und das ehemalige Hotel Ekkehard in St. Gallen, der Bezug konnte jedoch nicht realisiert werden.

## Lage
Literaturhaus & Bibliothek Wyborada befindet sich im St. Galler Stadtzentrum, im Lagerhaus Davidstrasse 42. 